# محاكمة رئيس أمريكي
محاكمة رئيس أمريكي هو فيلم وثائقي أمريكي صدر عام 2012 عن حرب العراق من إخراج ديف هاجن وديفيد جيه بيرك . يقدم المدعي العام السابق فينسنت بوجليوسي الخطوط العريضة لقضيته القانونية لمحاكمة جورج دبليو بوش بتهمة البدء المتعمد للحرب تحت ذرائع كاذبة، وتضليل أمريكا بشأن أسلحة الدمار الشامل التي يمتلكها صدام حسين ، وإلقاء اللوم زوراً على العراق في هجمات 11 سبتمبر . ويعلق أيضًا المحامي الشهير آلان ديرشويتز .
الفيلم مبني على كتاب صدر عام 2008 بعنوان محاكمة جورج دبليو بوش بتهمة القتل بقلم بوجليوسي، نائب المدعي العام السابق في لوس أنجلوس.  كما شهد بوجليوسي في عام 2008 أمام لجنة القضاء بمجلس النواب بشأن الجرائم المزعومة التي ارتكبها بوش.  يوثق الفيلم بوجليوسي وهو يعرض قضيته في إحدى قاعات كلية الحقوق بجامعة كاليفورنيا في لوس أنجلوس ، والتي تطالب بمحاكمة الرئيس السابق جورج دبليو بوش عن مقتل أكثر من 4000 جندي أمريكي و100 ألف مدني عراقي نتيجة للغزو والحرب. 

## الممثلون وطاقم العمل
الفيلم مأخوذ عن سيناريو من تأليف بوجليوسي وإخراج ديف هاجن وديفيد جيه بورك. تم إنتاجه من قبل جيم شابان واستوديوهات NAFTC، وLost Soldier Films، والإنتاج التنفيذي لكل من ناثان فولكس ، وبيتر ميلر، ودي تشانسن بيري.[بحاجة لمصدر]</link> يعتمد الكتاب إلى حد كبير على عرض قدمه بوجليوسي أمام فصل دراسي للقانون في جامعة كاليفورنيا بلوس أنجلوس، حيث قام بمحاكمة بوش. كما علق المحامي آلان ديرشويتز على القضية أيضًا. 

## الإصدار
واجه الفيلم صعوبات في الدخول إلى مرحلة الإنتاج. وفقًا لموقع Daily Kos ، فقد واجه المسلسل "تعتيمًا إعلاميًا": كان من المقرر عرضه على قناة إتش بي أو ولكن تم إيقافه قبل وقت قصير من بثه.  بسبب معارضة أو لامبالاة الشركات الأمريكية، تم إنتاجه من قبل الكنديين، استوديوهات وندسور أونتاريو NAFTC. 
تم عرض فيلم محاكمة رئيس أمريكي لأول مرة في 3 أكتوبر في مسرح هوليوود أركلايت. لقد أجرت اختبارًا للسوق في الساحل الشرقي. ذهبت نسبة من أرباح عرضه في دور العرض إلى مؤسسة خيرية للمحاربين القدامى، وهي مؤسسة Lost Soldiers Foundation. 

## رد فعل نقدي
وجدت صحيفة نيويورك تايمز أن الحجج القانونية مكررة، لكنها قالت إن مشاهد أخرى أظهرت التكلفة البشرية للحرب.  وجدت هوليوود ريبورتر الفيلم غير مقنع، على الرغم من اعتراف الكاتب بالتعاطف مع حججه.  كما وجهت مجلة Village Voice انتقادات إلى الفيلم، حيث وجدت أن الفيلم لم يحاول الالتزام بالحياد، وكانت أقسامه مليئة بالمصطلحات القانونية .  وجدت Long Island Press أن الكتاب غير مثير للاهتمام بصريًا ولكنه رائع في استكشافه للحدود بين الحرب والقتل، ومنحته 3 نجوم.  قال جيم إيمرسون في صحيفة شيكاغو صن تايمز إن الأمر غالبًا ما كان يشبه إعادة تدوير الأخبار القديمة، لكنه دافع عن حزبيته بإعتباره نقيضًا لوسائل الإعلام المهيمنة في وقت الغزو. 

## روابط خارجية
- محاكمة رئيس أمريكي  في قاعدة بيانات الأفلام على الإنترنت (بالإنجليزية)

قالب:David J. Burke